# Богодухово
Богодухово — село в Свердловском районе Орловской области России. Административный центр Богодуховского сельского поселения. До 1928 года входило в состав Орловского уезда Орловской губернии.

## География
Село находится в центральной части Орловской области, в лесостепной зоне, в пределах центральной части Среднерусской возвышенности. Расположено по обеим сторонам реки Неручь и её притоке Жертвины в 10 километрах (по автодороге) к востоку от административного центра района — посёлка городского типа Змиёвки. Абсолютная высота над уровнем моря составляет 196 метров.
Часовой пояс
Село Богодухово, как и вся Орловская область, находится в часовой зоне МСК (московское время). Смещение применяемого времени относительно UTC составляет +3:00.

## Название
Название поселения получено по Богоявленскому храму, названного в честь сошествия Святого Духа на апостолов.

## История
На плане генерального межевания за 1831 год Богодухово размежёвано на три части: Хаулинскую, Шмелевскую и Сторонскую (возможно по фамилиям прежних владельцев села). Хаулинские дворы находились ближе к деревне Васильевке (бывшая Дурново — по имени одного из владельцев капитана артиллерии П. В. Дурново) между Сапсуевым и Масляевым верхами (овраго-балками). Шмелевская часть села располагалась по обеим сторонам Хромого (Евстратова) верха. Сторонские дворы находились на правом берегу реки Неручи от Ближнего верха до старинного кладбища (напротив церкви через речку). Село с прилегающими землями по левому берегу Неручи до деревень Озёрки и Разбегаевки принадлежало князю Голицыну. Рядом с церковью находился двор священника. Это место в просторечии называли «поповкой».
По сведениям на 1866 год в селе насчитывалось 170 крестьянских дворов; еженедельно проводились базары. По сведениям на 1895 год в селе насчитывалось 225 дворов; имелись конный завод, сыроварня, мельница, постоялый двор; владелица села — А. А. Толстая.
Деревянная Богоявленская церковь известна с 1763 года. В 1823 году, взамен обветшавшей деревянной, Голицыны построили новую каменную, трёхпрестольную церковь, крытую железом. Центральный холодный престол был освящён во имя Богоявления Господня; тёплый в правом приделе — во имя мучеников Флора и Лавра, в левом тоже тёплом приделе — во имя преподобного Феодора Трихины. В церковный приход входило само село Богодухово, деревня Озёрки, сельцо Васильевка и два сельца Мценского уезда — Алисово и Фроловка (Флоровское). В 1824 году помещиком Д. И. Хлоповым в деревне Васильевка была построена Михаилоархангельская церковь с колокольней со своим приходом, куда вошли деревни Разбегаевка, Котовка (Катовка), Сорочьи Кусты и Аннино (не сущ.). Один из двух боковых приделов Михаилоархангельской церкви был освящён во имя Димитрия Ростовского. Отсюда, по приделу, и второе название храма — «Дмитриевская» церковь и другое устное именование села (ныне деревни) — Дмитровка, Дмитриевская. Храм был закрыт в 1929 году, возвращён верующим в 1989. До 1876 года эти две церкви составляли единый Богодуховско-Дмитриевский сельский приход. В приходе имелись четыре школы: две школы грамоты — в Котовке и Разбегаевке, открытые в 1896 году, и две земские школы — при церкви и в деревне Аннино, открытые в 1888—1889 годах. В 1930-е годы Богоявленский храм был разобран до основания. Церковным камнем, из которого были сложены стены, вымостили дорогу. Был арестован и расстрелян последний её священник. Земскую школу преобразовали в школу крестьянской молодежи.
В 1929 году в 1-м Богодухово на правом берегу реки было создано товарищество по совместной обработке земли. Руководил этой артелью один из первых коммунистов села Яков Сергеевич Хаулин. Просуществовало товарищество пять месяцев, а затем было преобразовано в колхоз «Красная заря». В него добровольно вошло почти всё население. Его председателем стал Матвей Исаевич Петровичев. В том же году во 2-м Богодухово был образован колхоз имени Калинина, председателем которого стал Даниил Иванович Шпаков.
Несмотря на отсутствие в Богодухово церкви тип поселения остался прежним — село. А вот с Васильевкой всё наоборот: церковь есть, но деревня.

## Население
| Годы      | 1866 | 1880 | 1895 | 1905 | 1926 | 2000 | 2002 | 2010 |
| --------- | ---- | ---- | ---- | ---- | ---- | ---- | ---- | ---- |
| Население | 1032 | 1228 | 1417 | 1907 | 1455 | 540  | 572  | ↘519 |

Половой состав
По данным Всероссийской переписи населения 2010 года в гендерной структуре населения мужчины составляли 47,6 %, женщины — соответственно 52,4 %.
Национальный состав
Согласно результатам переписи 2002 года, в национальной структуре населения русские составляли 87 % из 572 чел.

## Улицы
Уличная сеть села состоит из восьми улиц.